# Saprofagie

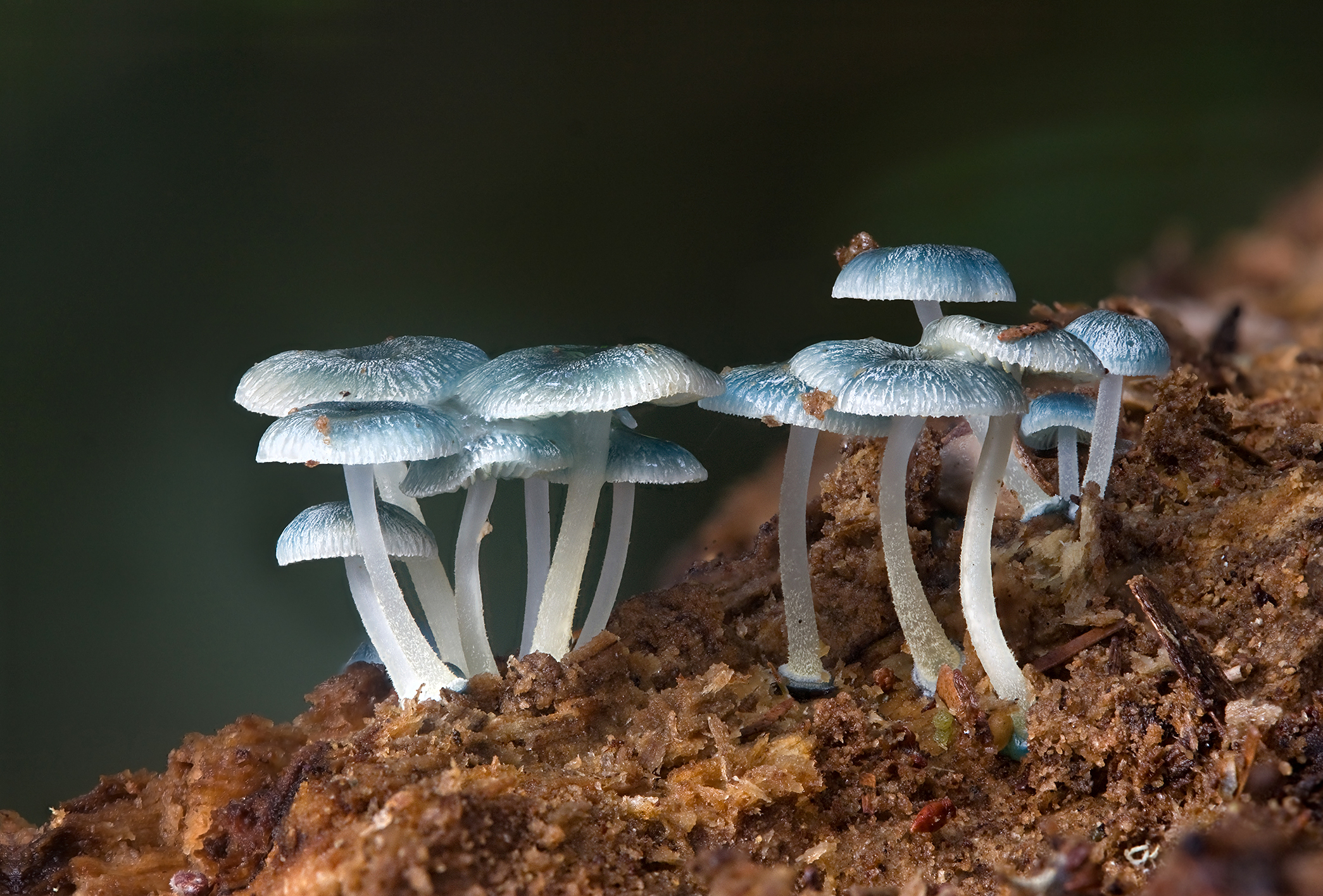
Schimmels zijn de belangrijkste ontbinders in de meeste omgevingen, hier afgebeeld is de Mycena interrupta.

Saprofagen zijn organismen die voedingsstoffen verkrijgen door ontbindende dode planten- of dierlijke biomassa te consumeren. Ze onderscheiden zich van detritivoren doordat saprofagen sessiel zijn en zich dus niet kunnen voortbewegen, terwijl detritivoren mobiel zijn. Typische saprofagische dieren zijn onder meer sedentaire borstelwormen zoals Amphitritinae, wormen van de familie Terebellidae en andere terebelliden.
Het eten van hout, levend of dood, staat bekend als xylofagie. De activiteit van dieren die zich alleen voeden met dood hout wordt sapro-xylofagie genoemd en die dieren sapro-xylofaag.

## Ecologie
In voedselwebben spelen saprofagen over het algemeen de rol van ontbinders. Er zijn twee hoofdtakken van saprofagen, uitgesplitst naar voedingsbron: er zijn necrofagen die dode dierlijke biomassa verbruiken, en thanatofagen die dode plantaardige biomassa verbruiken.